# Niels Thomassen bibliografi
Bibliografi for Niels Thomassen.

## Artikler
- "Nietzsche renset for søsterens falsknerier",Store tænkere i nyt lys, Rhodos, 1962.s. 106 – 30.
- "Sandhed og eksistens hos Kierkegaard og Heidegger", Konferensspeciale, K. U. 1967, upubl.
- "Det eksistentielle synspunkt hos Kierkegaard og Heidegger", Exil 3/2, 1968, s. 33-6.
- "Den kritiske frihed", Humaniora: Elementer til en humanistisk videnskabsteori, red. af Jørgen Chr. Bang, Knud Ryg Olsen og Niels Thomassen, 1977, s. 377-410.
- "Vidde og grænser i sproget. Omkring K. E. Løgstrups Vidde og prægnans",Symposion 2, 1978, s. 85-104.
- "K. E. Løgstrups opfattelse af forståelsen", Symposion 3, 1979, s. 52-70.
- "Den indholdsfyldte forståelse", Philosophia 1 – 3, 1979
- "Den kvalitative frihed, i Frihed – hvorfor? – hvordan?", Hårby, 1980, s. 64-75.
- "Det religiøse mellemværende. Filosofiske bemærkninger til K. E. Løgstrups Skabelse og tilintetgørelse", Kredsen, nr.3, 1981, s. 15-32.
- "Dannelse og ideologikritik", Studier i filosofi, 1981, s. 217-240
- "Omkring livets rod","Tradition og livsglæde", artikler om livsfilosofi," Odense Universitet 1985
- "Kærlighed eller solidaritet. Omkring K. E. Løgstrups etik." Fønix, nr. 1, 1985, s. 37-48.
- "Du skal elske din familie", Forskningen og samfundet, 1986
- "Demokratisk ufrihed", Den frie lærerskole, nr. 1, 1986, s. 11-15
- "Autonomi og solidaritet. Omkring Habermas' diskursetik", Philosophia 14/3, 4, 1986, s. 1-15.
- "Habermas' Discourse Ethics", Danish Yearbook of Philosophy, Vol. 24, 1987, s. 77-96.
- "Hinsides nøden – et essay om det onde i samfundet", Philosophia 16/3, 4, s. 63 – 72.
- "Mogens Pahuus' livsfilosofi", Philosophia 16/1, 2, 1987, s. 168 – 175.
- "Gener og etik, eller om solidaritet med naturen", Dansk Udsyn 2, s. 69 – 79. og i Ugeskrift for Jordbrug juli, 1988, s. 635-40.
- "Fiktion og virkelighed", Fantasi og fiktion, red. af John Thobo-Carlsen og Erik Svejgaard, 1989, s. 11-33.
- "Den sidste kejser eller Frihed mellem dannelse og samfund", Frihed – idé og virkelighed, redigeret af Arne Grøn og H. C. Wind, 1989, s. 127-54.
- "Magt, konflikt, etik", Kulturforståelse, red. af Knud Rendtorff og Niels Thomassen, Systime, 1990, s. 163-78.
- "Filosofien på dansegulvet", Sokrates på skolebænken? En debatbog om skole og filosofi, redigeret af Finn Frandsen og Ole Morsing, Slagmark, 1990, s. 85-89.
- "Den etiske nødning", Er hjertet trumf? – temaer i en bioteknologisk debat, red. af Jens Pedersen, Forlaget Pera, s. 19-24.
- "Bioteknologi og etik", Faginfo, nr. 5, 1991, Statens fagtjeneste for landbruket, Oslo, s. 59-71.
- "Praktisk metafysik. Omkring K. E. Løgstrups natursyn," Philosophia, Årg. 20, 1-2, s. 82-101.
- "En lærebog bliver til", Filosoffen, 1992, s. 5-11.
- "Svar til D.Phil. Peter Sandøes artikel "Naturetik og dyrevelfærd"", Tidsskrift for Landøkonomi, 4/92, 1992, s. 180-81.
- "Communicative Ethics", Proceedings of the Estonian Academy of Sciences, 42/1, 1993, s. 88-106.
- "Kierkegaards moralfilosofi", Kierkegaard 1993 – Digtning, filosofi, teologi, red. af Finn Hauberg Mortensen, Institut for Litteratur, Kultur og Medier, Odense Universitet, 1993, s. 71-86.
- "Filosofi og praksis", Reflex 4. årg., 1994, s. 38-43.
- "Kierkegaard a boldogságról" (ungarsk), Kierkegaard Budapesten, red. af Nagy András, Fekete Sas Kiadó, Budapest, 1994, s. 52-68.
- "Det humanistiske menneskesyn", Elementer til et tværvidenskabeligt suicidalforskningsparadigme, red. af Elene Fleischer, Odense Universitetsforlag, 1994, s. 10-26.
- "Mennesket mellem natur og kultur i Skabelse og etik", Motiver i K. E. Løgstrups filosofi, red. af Dag T. Andersson, Finn R. Johannessen og Anders Lindseth, Forlaget Mimer, 1994, s. 45-61.
- "Lykke og ulykke. Kierkegaards vidnesbyrd", Refleks, nr. 19, 1994, s. 7-33.
- "Hvad ville Løgstrup?", Information, 27/12, 1994.
- "Samtale mellem filosofi og religion", Religionsvidenskabeligt tidsskrift, nr. 26, 1995, s. 25-39.
- "Fænomenologi og psykologi. Omkring K. E. Løgstrups metafysiske projekt", Filosofi, nr. 2, 1995, s. 27-43.
- "Søren Kierkgaard", Når mennesket undrer sig, red. af Birgitte Rahbek, Centrum, 1995, s. 272-86.
- "Begrebet synd i moderne etik", Philosophia nr. 3-4, 1995, s. 59-72.
- "Anmeldelse af Sandhed og storhed af Mogens Pahuus", Philosophia nr. 3-4, 1995, s. 167-8.
- "Forord", K. E. Løgstrup: Etiske begreber og problemer, Gyldendal, 1996, s. 7-14.
- "Naturforekomsters egenværdi", Refleks, nr 26, 1997, s. 29-39.
- "The Concept of Sin in Moderns Ethics, Semiotica 117, 2/4, 1997, s. 113-26.
- "Livstid og verdenstid samt 1. og 2. replik", Hvad er tid? red. af David Favrholdt, Gyldendal, 1999, s. 110-35, 191-203 og 255-60.
- "Unhappiness and Happiness. A Western Perspective", Peace Review. The International Journal of Peace Studies, Vol. 1, No. 1, 1998, s. 16-31.
- "Unhappiness and Happiness. A Western Perspective", Journal of Philosophy and Religion, Vol. 4, No. 1, 2000, s. 35-51